# Linton Townes
Linton Rodney Townes (Richmond, Virginia, 11 de noviembre de 1959) es un exjugador de baloncesto estadounidense. Con 1,98 metros de estatura, jugaba en la posición de alero.

## Trayectoria deportiva

### Universidad
Jugó durante cuatro temporadas con los Dukes de la Universidad James Madison, en las que promedió 14,5 puntos,  y 5 rebotes y 2 asistencias por partido.

#### Estadísticas
| Año     | Equipo        | PJ | PT | MPP  | %TC  | %3P | %TL  | RPP | APP | ROB | TPP | PPP  |
| ------- | ------------- | -- | -- | ---- | ---- | --- | ---- | --- | --- | --- | --- | ---- |
| 1978–79 | James Madison | 26 | 25 | 29.4 | .563 | -   | .743 | 4.2 | 1.9 | 0.9 | 0.3 | 11.6 |
| 1979–80 | James Madison | 10 | 10 | 32.2 | .558 | -   | .667 | 5.2 | 2.5 | 0.7 | 1.2 | 14.6 |
| 1980–81 | James Madison | 29 | 29 | 32.6 | .558 | -   | .718 | 5.8 | 2.0 | 0.8 | 0.9 | 15.3 |
| 1981–82 | James Madison | 30 | 30 | 35.5 | .552 | -   | .797 | 5.9 | 2.0 | 1.1 | 0.6 | 16.3 |
| Total   | Total         | 95 | 94 | 32.6 | .557 | -   | .749 | 5.3 | 2.0 | 0.9 | 0.7 | 14.5 |

### Profesional
Fue elegido en la trigesimotercera posición del Draft de la NBA de 1982 por los Portland Trail Blazers. Sus primeros tres años como profesional juega en diversos equipos de la CBA Y NBA, contabilizando en la NBA 60 partidos, 9 minutos por partido y 4.3 puntos por partido. Después desarrollaría una sólida carrera en Europa durante 14 temporadas. Su primera experiencia europea fue en el Real Madrid, equipo en el forma pareja de extranjeros con Wayne Robinson y con los que hace doblete en la competición nacional ganando Copa del Rey y Liga ACB. Después de hacer una gran temporada con el Real Madrid la pareja de norteamericanos no es renovada, siendo relegados por Brad Branson y Larry Spriggs. Townes ficha por el BSC Saturn Colonia de Alemania, donde gana la liga y es el máximo anotador de la competición. Después jugaría durante 5 temporadas entre Francia e Israel, antes de volver a España, ya muy veterano, pero todavía con una gran capacidad en el tiro exterior. Primero jugaría en el OAR Ferrol una temporada, y después ficharía por el Basquet Manresa, equipo en el jugaría durante 3 años, y en el que consigue una Copa del Rey en el año 1996, con aquel triple decisivo de Joan Creus. En 5 temporadas en ACB, promedia 13 puntos y 4 rebotes por partido. Sus últimas temporadas como profesional jugaría en la Liga LEB de España, jugando en el CB Breogán, y el Gijón Baloncesto, formando una curiosa pareja de jugadores extranjeros con un joven Luis Scola que por aquel entonces tenía 17 años, y Townes, que tenía 39 años.

## Estadísticas de su carrera en la NBA

### Temporada regular
| Año     | Equipo      | PJ | PT | MPP | %TC   | %3P  | %TL   | RPP | APP | ROB | TPP | PPP |
| ------- | ----------- | -- | -- | --- | ----- | ---- | ----- | --- | --- | --- | --- | --- |
| 1982–83 | Portland    | 55 | 0  | 9.4 | .449  | .360 | .737  | 1.2 | 0.6 | 0.3 | 0.1 | 4.5 |
| 1983-84 | Milwaukee   | 2  | 0  | 1.0 | 1.000 | .000 | .000  | 0.0 | 0.0 | 0.0 | 0.0 | 1.0 |
| 1983–84 | San Diego   | 2  | 0  | 8.5 | .429  | .000 | .000  | 0.5 | 0.5 | 0.5 | 1.0 | 3.0 |
| 1984–85 | San Antonio | 1  | 0  | 8.0 | .000  | .000 | 1.000 | 1.0 | 0.0 | 0.0 | 0.0 | 2.0 |
| Total   | Total       | 60 | 0  | 9.1 | .440  | .360 | .750  | 1.1 | 0.5 | 0.3 | 0.1 | 4.3 |

### Playoffs
| Año     | Equipo      | PJ | PT | MPP  | %TC  | %3P  | %TL  | RPP | APP | ROB | TPP | PPP |
| ------- | ----------- | -- | -- | ---- | ---- | ---- | ---- | --- | --- | --- | --- | --- |
| 1982-83 | Portland    | 6  | -  | 10.0 | .481 | .333 | .857 | 0.5 | 0.8 | 0.0 | 0.0 | 5.5 |
| 1984–85 | San Antonio | 2  | 0  | 3.0  | .500 | .000 | .000 | 1.5 | 0.0 | 0.0 | 0.0 | 4.0 |
| Total   | Total       | 8  | 0  | 8.3  | .486 | .250 | .857 | 0.8 | 0.6 | 0.0 | 0.0 | 5.1 |